# Анхарии
Анхариите (gens Ancharia) са плебейска фамилия от Древен Рим.
Известни с това име:
- Квинт Анхарий (сенатор), сенатор с преториански ранг, убит от Марий през 87 пр.н.е.[1]
- Анхария, първата съпруга на Гай Октавий, бащата на Август.[2]
- Квинт Анхарий (претор 56 пр.н.е.), народен трибун 59 и претор 56 пр.н.е., служи в провинция Македония. [3]